# 萬忠
萬忠，字居敬，江西南昌府新建縣人，明朝官员、進士出身。

## 生平
曾祖萬遊道，祖父萬中立，父親萬聞義。建文元年，應天府鄉試第四十四名中舉。建文二年，會試第七十一名，殿試登庚辰科進士二甲第三十七名，官至戶科給事中。